# Grudka limfatyczna
Zasugerowano, aby zintegrować ten artykuł z artykułem grudki chłonne. Nie opisano powodu propozycji integracji.
Grudka limfatyczna, grudka chłonna (łac. folliculus limphaticus) – skupisko komórek immunologicznie kompetentnych wchodzące w skład tkanki limfatycznej błony śluzowej (MALT; w układzie pokarmowym nazywanej GALT, w migdałkach NALT, w oskrzelach BALT).
W grudce występują głównie limfocyty B, APC oraz mniejsza ilość limfocytów T, komórek plazmatycznych, makrofagów i fibroblastów. Grudka nie jest otoczona torebką łącznotkankową, a jej zrąb stanowi tkanka łączna właściwa luźna.
Morfologicznie grudkę dzieli się na:
- część środkową (pars centralis), inaczej ośrodek rozmnażania (centrum germinativum), w której występują skupiska proliferujących limfocytów – limfoblastów.
- część obwodową (pars peripheralis), inaczej pasmo zagęszczania, w której występują głównie małe silnie upakowane limfocyty[4][5].

Grudki limfatyczne mogą występować:
- pojedynczo – grudki limfatyczne samotne (folliculi solitari);
- w grupach, do ponad 20 – grudki limfatyczne skupione (folliculi lymphatici aggregati)[4].